# Filderstadt
Filderstadt ist eine Mittelstadt in der Mitte Baden-Württembergs, direkt südlich der Landeshauptstadt Stuttgart gelegen. Die erst 1975 im Rahmen der Gemeindereform entstandene Stadt hatte bereits bei ihrer Gründung über 20.000 Einwohner und wurde daher zum 1. Juli 1976 zur Großen Kreisstadt erklärt. Heute ist sie nach Esslingen am Neckar die zweitgrößte Stadt im Landkreis Esslingen und gehört zum Mittelbereich Stuttgart innerhalb des gleichnamigen Oberzentrums. Filderstadt gehört zur Region Stuttgart (bis 1992 Region Mittlerer Neckar) und zur europäischen Metropolregion Stuttgart.

## Geographie

### Geographische Lage
Filderstadt liegt auf der inneren Filderhochfläche auf 327 bis 474 Meter Höhe. Die Landschaft, die wortverwandt mit Gefilde ist, gab der Stadt ihren Namen. Am Westrand, beim Stadtteil Plattenhardt, beginnt der Naturpark Schönbuch. Die Schwäbische Alb liegt in Sichtweite der Stadt.

### Nachbargemeinden
Folgende Städte und Gemeinden grenzen an die Stadt Filderstadt. Sie werden im Uhrzeigersinn, beginnend im Norden, genannt:

Stuttgart (Stadtkreis), Neuhausen auf den Fildern, Wolfschlugen und Aichtal (alle Landkreis Esslingen), Waldenbuch (Landkreis Böblingen) sowie Leinfelden-Echterdingen (Landkreis Esslingen).

### Stadtgliederung
Das Stadtgebiet Filderstadts besteht aus fünf Stadtteilen, die den ehemaligen Gemeinden gleichen Namens entsprechen:
| Stadtteil    | Fläche in km² | Einwohner 2015 | Bevölkerungs- dichte | Lage      |
| ------------ | ------------- | -------------- | -------------------- | --------- |
| Bernhausen * | 10,36         | 13.216         | 1276                 | Norden    |
| Bonlanden    | 5,82          | 10.296         | 1769                 | Süden     |
| Plattenhardt | 11,17         | 8.482          | 759                  | Südwesten |
| Sielmingen   | 9,36          | 7.566          | 808                  | Nordosten |
| Harthausen   | 1,88          | 4.094          | 2178                 | Südosten  |
| Filderstadt  | 38,59         | 43.654         | 1131                 |           |

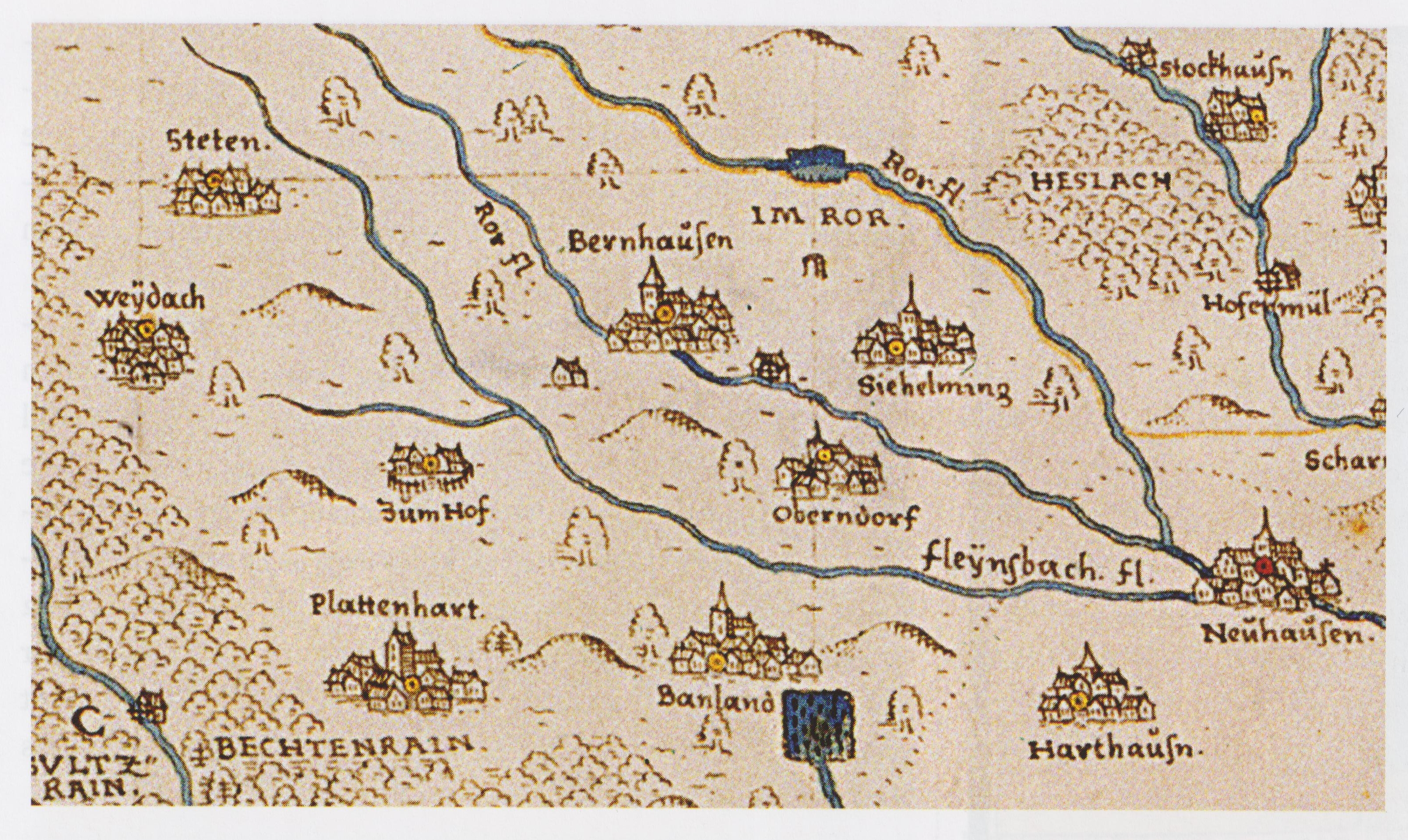
Karte des Stuttgarter Forsts von Georg Gadner, um 1600

Die offizielle Bezeichnung der Stadtteile erfolgt durch vorangestellten Namen der Stadt und durch Bindestrich verbunden nachgestellt der Name der Stadtteile.
- Zum Stadtteil Bernhausen gehören das Dorf Bernhausen, das Haus Klinkermühle, der Bernhäuser Forst mit Tagungszentrum und Ferienwaldheim, der nur von L.-E.-Stetten aus angefahren werden kann, ein Großteil der Start- und Landebahn des Stuttgarter Flughafens sowie die abgegangenen Siedlungen Burg Bernhausen, Dachtgraben, Horwe, Sigelinshuos und Wolfschlugen (evtl. auf der Gemarkung Plattenhardt).
- Zum Stadtteil Bonlanden gehören das Dorf Bonlanden und das Anwesen Gutenhalde.
- Zum Stadtteil Harthausen gehört Dorf Harthausen (heutige Bebauung im nordöstlichen Bereich teilweise auf ursprünglicher Sielminger Gemarkung).
- Zum Stadtteil Plattenhardt gehört das Dorf Plattenhardt und die Häuser Obere Kleinmichelesmühle, Untere Kleinmichelesmühle, Bechtenrain und Ziegelhütte sowie die abgegangenen Ortschaften Diemannsweiler, Horb und Wolfschlugen (evtl. auf Gemarkung Bernhausen).
- Zum Stadtteil Sielmingen gehören das Dorf Sielmingen, der Wohnplatz Bei den drei Linden mit den namensgebenden Friedenslinden, die zugleich den höchsten Punkt der Filderebene markieren, sowie die abgegangenen Ortschaften Weiler[4] (an deren Existenz heute noch der Name des Schafhof im Weiler in Sielmingen mit benachbartem Verkehrsübungsplatz und Kleintierzuchtanlage sowie der Weilerbrunnen mit vermutlich mittelalterlichem Brunnentrog erinnern) und Tuwingen bzw. Teubingen (nördlich der heutigen L 1209 von Bernhausen nach Neuhausen), ferner in Richtung Neuhausen und Wolfschlugen noch einige Aussiedlerhöfe auf freiem Feld.

### Flächenaufteilung
Nach Daten des Statistischen Landesamtes, Stand 2014.

### Schutzgebiete
Filderstadt hat im Südwesten einen kleinen Anteil am Naturschutzgebiet Siebenmühlental, das gleichzeitig auch zum Fauna-Flora-Habitat-Gebiet Glemswald und Stuttgarter Bucht gehört. Es wird eingerahmt vom Schonwald Siebenmühlental.
Hinzu kommen die drei Landschaftsschutzgebiete Filder, Glemswald und Baumbachtal-Uhlberg.

## Geschichte
Die Stadt Filderstadt entstand am 1. Januar 1975 durch Zusammenschluss der ehemals selbständigen Gemeinden Bernhausen, Bonlanden, Harthausen, Plattenhardt und Sielmingen zunächst unter dem Namen „Gemeinde Filderlinden“. Am 25. Juli desselben Jahres wurde der Name in „Filderstadt“ geändert. Mit Wirkung vom 1. Januar 1976 erhielt die neue Gemeinde das Stadtrecht und ein halbes Jahr später, am 1. Juli 1976, wurde sie auf Antrag der Stadt von der baden-württembergischen Landesregierung zur Großen Kreisstadt erklärt. Die fünf ehemaligen Gemeinden haben jedoch eine lange Geschichte, die bis auf die Kelten der Hallstatt-Zeit und die germanischen Alamannen zurückgeht. Die Namen der Gemeinden werden schwäbisch-alemannisch auf der ersten Silbe betont.
Anlässlich des Stadtjubiläums „50 Jahre Stadt Filderstadt“ findet vom 12. bis 14. September 2025 unter der Federführung der Stadt Filderstadt ein großes Stadtfest statt.

### Gebietszugehörigkeit
Die altwürttembergischen Vorgängergemeinden gehörten zur Zeit des Herzogtums Württemberg, seit 1806 des Königreichs und seit 1918 des Volksstaates zum Amt bzw. Amtsoberamt Stuttgart. Bei der Kreisreform während der NS-Zeit in Württemberg gelangten die Gemeinden 1938 zum Landkreis Esslingen. 1945 gerieten sie in die Amerikanische Besatzungszone und gehörten somit zum neu gegründeten Land Württemberg-Baden, das 1952 im jetzigen Bundesland Baden-Württemberg aufging.

### Stadtteile
Bernhausen wurde 1089 als „Berinhusen“ (als frühschwäbische Bezeichnung für „Wohnstätten des Bero“) erstmals erwähnt. Einige Familien der Herren von Bernhausen hatten die Rechte über den Ort, doch fiel er in der ersten Hälfte des 14. Jahrhunderts an Württemberg.
Bonlanden wurde Anfang des 12. Jahrhunderts als „Bonlandum“, was so viel wie „baumbestandene Lande“ bedeuten dürfte, erstmals erwähnt. Der Ort gehörte zunächst den Herren von Bernhausen, später deren von Stöffeln, von Stammheim und von Sachsenheim. Württemberg tauschte den Ort Zug um Zug. Um 1400 war ganz Bonlanden württembergisch. 1820 wurde die Gemarkung um ein großes Waldgebiet des Schönbuchs vergrößert. Der Ortsneckname ist Saisaicher (Seepinkler).
Harthausen wurde 1304 als „Harthusen“ erstmals erwähnt. Der Name bedeutet so viel wie „Häuser am Hart“, also Weidewald. Auch hier hatten die Herren von Bernhausen ihre Besitzungen. Über verschiedene Herren gelangte auch Harthausen ebenfalls an Württemberg, doch hatten die Herren von Stammheim und Thumb von Neuburg noch bis ins 16. Jahrhundert kleinere Rechte.
Plattenhardt wurde 1269 als „Blatinhart“ erstmals erwähnt und bedeutet wohl platte = eben und Hart = Weidwald. Neben den Herren von Bernhausen hatten auch die Herren von Urslingen Rechte am Ort, der aber bald mit Waldenbuch an Württemberg gelangte. 1833 wurde die Gemeinde um einige Waldflächen vergrößert. Der Ortsneckname ist Messerstecher.
Sielmingen wurde 1275 als „Sygehelmingen“ (wahrscheinlich abgeleitet vom Eigennamen „Sighelm“ bzw. „Sigehelm“) erstmals erwähnt. Schon damals wurde zwischen Ober- und Untersielmingen unterschieden. Obersielmingen gehörte den Herren von Bernhausen und kam mit Waldenbuch 1363 von den Herren von Urslingen an Württemberg. Untersielmingen gehörte verschiedenen Herren und kam dann teilweise an Württemberg. Das Spital Nürtingen behielt aber bis 1806 einen Teil des Ortes, bevor auch dieser an Württemberg gelangte. Bis 1850 waren beide Orte als Gemeindeverband organisiert, dann wurden sie zu selbständigen Gemeinden erklärt, 1923 jedoch unter dem Namen Sielmingen zu einer Gemeinde vereinigt.

### Religionen
Die Bevölkerung der fünf ehemaligen Gemeinden der heutigen Stadt Filderstadt gehörten ursprünglich zum Bistum Konstanz. Da die Orte politisch schon früh zu Württemberg gehörten, wurde auch hier ab 1535 durch Herzog Ulrich die Reformation eingeführt, daher waren sie über Jahrhunderte überwiegend protestantisch. In den Orten gibt es daher auch jeweils eine evangelische Kirchengemeinde mit einer Kirche. In Bernhausen wurde infolge des starken Zuzugs 1965 eine weitere Kirche, die Johanneskirche, erbaut. Später folgte die Petruskirche. Die drei Kirchengemeinden bildeten aber weiterhin eine Gesamtkirchengemeinde, seit 2007 wieder eine einzige Kirchengemeinde Bernhausen. Die Kirchengemeinde Harthausen war lange Zeit eine Filiale von Bernhausen, später von Plattenhardt, dann von Untersielmingen und schließlich ab 1838 von Bonlanden. 1838 erhielt der Ort seine eigene Kirche und 1959 wurde auch eine eigene Pfarrei errichtet. Alle Kirchengemeinden Filderstadts gehörten früher zum Dekanat bzw. Kirchenbezirk Degerloch. 1981 wurde Bernhausen Sitz eines eigenen Dekanats bzw. Kirchenbezirks innerhalb der Evangelischen Landeskirche in Württemberg, zu dem alle Kirchengemeinden im Stadtgebiet Filderstadts gehören.
Katholiken gibt es in Filderstadt erst wieder seit dem 20. Jahrhundert. In Bernhausen entstand 1968 die Kirche St. Stephanus. Zur Kirchengemeinde gehört auch Sielmingen, doch gibt es dort seit 1963 eine eigene Kirche: St. Michael. In Bonlanden wurde 1958 die katholische Kirche „Zu Unserer Lieben Frau“ gebaut, eine Pfarrei gibt es dort seit 1961. Die Kirchengemeinde umfasst auch Plattenhardt. In Harthausen wurde 1968 eine katholische Kirche erbaut, die zur Pfarrei der Nachbargemeinde Grötzingen (Stadt Aichtal) gehört. Alle Kirchengemeinden gehören zum Dekanat Esslingen-Nürtingen des Bistums Rottenburg-Stuttgart und bilden die Seelsorgeeinheit 2 des Dekanats. Leitender Pfarrer ist seit Januar 2020 Thomas Vogel aus Bernhausen.
Neben den beiden großen Kirchen gibt es in Filderstadt auch Freikirchen und Gemeinden, darunter zwei Landeskirchliche Gemeinschaften, zwei Apis, zwei Hahnsche Gemeinschaften, in Bonlanden die Evangelisch-methodistische Kirche, in Sielmingen die Evangelisch-freikirchliche Fildergemeinde und das Glory Life Zentrum. Auch zwei Neuapostolische Kirchen sowie die Christengemeinschaft und die Zeugen Jehovas sind in Filderstadt vertreten.
Außer den christlichen Gemeinschaften gibt es mehrere islamische Gemeinschaften sowie die Christlich-Islamische Gesellschaft für die Begegnung und den Dialog zwischen Christen, Muslimen und anderen Religionen.
Ende 2015 hatte Filderstadt 44.986 Einwohner, davon 37,5 % evangelisch und 20,1 % römisch-katholisch. Die Mehrheit mit 42,5 % gehörte entweder einer anderen oder gar keiner Glaubensgemeinschaft an.

### Einwohnerentwicklung

Einwohnerentwicklung von Filderstadt von 1961 bis 2017 nach nebenstehender Tabelle

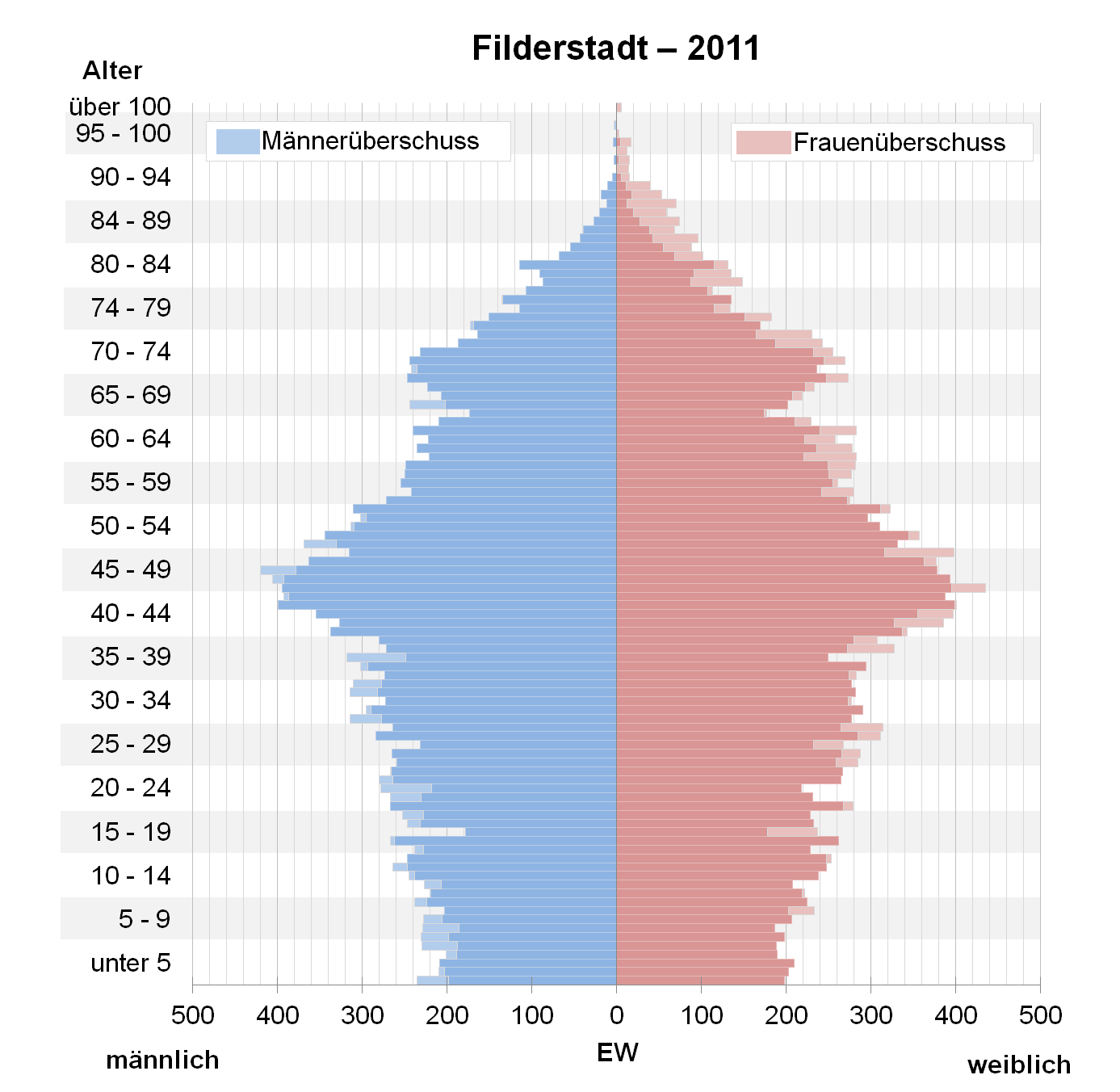
Bevölkerungspyramide für Filderstadt (Datenquelle: Zensus 2011)

Die Zahlen sind Volkszählungsergebnisse (¹) oder amtliche Fortschreibungen der jeweiligen Statistischen Ämter (nur Hauptwohnsitze). Die Zahlen der Jahre 1961 und 1970 ergeben sich aus der Addition der Einwohnerzahlen der fünf Vorläufergemeinden.
| Jahr              | Einwohnerzahlen |
| ----------------- | --------------- |
| 6. Juni 1961 ¹    | 18.273          |
| 27. Mai 1970 ¹    | 30.264          |
| 31. Dezember 1975 | 34.603          |
| 31. Dezember 1980 | 37.300          |
| 31. Dezember 1985 | 36.757          |
| 25. Mai 1987 ¹    | 36.323          |
| 31. Dezember 1990 | 38.498          |

| Jahr              | Einwohnerzahlen |
| ----------------- | --------------- |
| 31. Dezember 1995 | 41.145          |
| 31. Dezember 2000 | 42.234          |
| 31. Dezember 2005 | 43.717          |
| 31. Dezember 2010 | 44.348          |
| 31. Dezember 2015 | 44.977          |
| 31. Dezember 2020 | 45.958          |
| 30. Juni 2021     | 46.135          |

¹ Volkszählungsergebnis

## Politik

### Gemeinderat
Der Gemeinderat in Filderstadt besteht aus den gewählten 32 ehrenamtlichen Gemeinderäten und dem Oberbürgermeister als Vorsitzendem. Der Oberbürgermeister ist im Gemeinderat stimmberechtigt. Die Kommunalwahl am 9. Juni 2024 führte zu folgendem Endergebnis. 
| Parteien und Wählergemeinschaften | Parteien und Wählergemeinschaften           | % 2024  | Sitze 2024 | % 2019  | Sitze 2019 | Kommunalwahl 2024 %403020100 34,9825,7418,1513,108,03n. k. FWCDUGrüneSPDFDPLinkeGewinne und Verlusteim Vergleich zu 2019 %p 6 4 2 0 −2 −4+5,57+3,71−3,82−1,79−0,01−3,66FWCDUGrüneSPDFDPLinke |
| FW                                | Freie Wähler Filderstadt e. V.              | 34,98   | 11         | 29,41   | 9          | Kommunalwahl 2024 %403020100 34,9825,7418,1513,108,03n. k. FWCDUGrüneSPDFDPLinkeGewinne und Verlusteim Vergleich zu 2019 %p 6 4 2 0 −2 −4+5,57+3,71−3,82−1,79−0,01−3,66FWCDUGrüneSPDFDPLinke |
| CDU                               | Christlich Demokratische Union Deutschlands | 25,74   | 8          | 22,03   | 7          | Kommunalwahl 2024 %403020100 34,9825,7418,1513,108,03n. k. FWCDUGrüneSPDFDPLinkeGewinne und Verlusteim Vergleich zu 2019 %p 6 4 2 0 −2 −4+5,57+3,71−3,82−1,79−0,01−3,66FWCDUGrüneSPDFDPLinke |
| Grüne                             | Bündnis 90/Die Grünen                       | 18,15   | 6          | 21,97   | 7          | Kommunalwahl 2024 %403020100 34,9825,7418,1513,108,03n. k. FWCDUGrüneSPDFDPLinkeGewinne und Verlusteim Vergleich zu 2019 %p 6 4 2 0 −2 −4+5,57+3,71−3,82−1,79−0,01−3,66FWCDUGrüneSPDFDPLinke |
| SPD                               | Sozialdemokratische Partei Deutschlands     | 13,10   | 4          | 14,89   | 5          | Kommunalwahl 2024 %403020100 34,9825,7418,1513,108,03n. k. FWCDUGrüneSPDFDPLinkeGewinne und Verlusteim Vergleich zu 2019 %p 6 4 2 0 −2 −4+5,57+3,71−3,82−1,79−0,01−3,66FWCDUGrüneSPDFDPLinke |
| FDP                               | Freie Demokratische Partei                  | 8,03    | 3          | 8,04    | 3          | Kommunalwahl 2024 %403020100 34,9825,7418,1513,108,03n. k. FWCDUGrüneSPDFDPLinkeGewinne und Verlusteim Vergleich zu 2019 %p 6 4 2 0 −2 −4+5,57+3,71−3,82−1,79−0,01−3,66FWCDUGrüneSPDFDPLinke |
| Linke                             | Die Linke                                   | —       | —          | 3,66    | 1          | Kommunalwahl 2024 %403020100 34,9825,7418,1513,108,03n. k. FWCDUGrüneSPDFDPLinkeGewinne und Verlusteim Vergleich zu 2019 %p 6 4 2 0 −2 −4+5,57+3,71−3,82−1,79−0,01−3,66FWCDUGrüneSPDFDPLinke |
| gesamt                            | gesamt                                      | 100,0   | 32         | 100,0   | 32         | Kommunalwahl 2024 %403020100 34,9825,7418,1513,108,03n. k. FWCDUGrüneSPDFDPLinkeGewinne und Verlusteim Vergleich zu 2019 %p 6 4 2 0 −2 −4+5,57+3,71−3,82−1,79−0,01−3,66FWCDUGrüneSPDFDPLinke |
| Wahlbeteiligung                   | Wahlbeteiligung                             | 59,54 % | 59,54 %    | 59,35 % | 59,35 %    | Kommunalwahl 2024 %403020100 34,9825,7418,1513,108,03n. k. FWCDUGrüneSPDFDPLinkeGewinne und Verlusteim Vergleich zu 2019 %p 6 4 2 0 −2 −4+5,57+3,71−3,82−1,79−0,01−3,66FWCDUGrüneSPDFDPLinke |

### Bürgermeister
An der Spitze der Stadt steht der von der Bevölkerung auf acht Jahre gewählte Oberbürgermeister. Er ist auch Vorsitzender des ebenfalls von der Bevölkerung auf fünf Jahre gewählten Gemeinderats. Er hat als allgemeinen Stellvertreter einen 1. Beigeordneten mit der Amtsbezeichnung „Erster Bürgermeister“ und einen weiteren Beigeordneten mit der Amtsbezeichnung „Bürgermeister“.
Stadtoberhäupter seit Bildung der Stadt 1975:
- 1975–1983: Karl Feßler (CDU), Bürgermeister, ab 1. Juli 1976 Oberbürgermeister
- 1983–2007: Peter Bümlein (SPD)
- 2007–2015: Gabriele Dönig-Poppensieker (parteilos, bis 2012 SPD)

Am 5. Juli 2015 wurde Christoph Traub (CDU) für die nächste Amtsperiode zum Oberbürgermeister gewählt. Er trat am 3. Oktober 2015 sein Amt an. Zuvor war er Fraktionsvorsitzender der Fraktionsgemeinschaft CDU/FDP im Gemeinderat von Filderstadt. Bei der Wahl am 9. Juli 2023 wurde er mit 70,5 Prozent der Stimmen im Amt bestätigt.

### Jugendgemeinderat
Der Jugendgemeinderat der Großen Kreisstadt Filderstadt wurde im Oktober 1987 gegründet.

„Er stellte in der politischen Landschaft Baden-Württembergs […] eine Besonderheit dar – er war die erste Jugendvertretung, die von den Wahlberechtigten direkt in Urwahl gewählt wurde. […]
Die Initiative für die Einrichtung eines Jugendparlaments kam aus der Mitte des Gemeinderats. Die Stadtverwaltung entwickelte gemeinsam mit den Mitgliedern des Gemeinderats die neue Form der Beteiligung von Jugendlichen – das ‚Filderstädter Modell‘ des Jugendgemeinderats.
Die vom Gemeinderat am 24. Juni 1987 einstimmig beschlossenen Eckpunkte zur Gründung des Jugendgemeinderats (JGR) haben bis heute Gültigkeit:
- Aufgabe des Jugendgemeinderats ist, in allen die Jugend betreffenden Angelegenheiten mitzuwirken und zum Teil mitzubestimmen.
- Die zu behandelnden Themen sollen grundsätzlich aus den Reihen des Jugendgemeinderats kommen.
- Aktuelle Themen können von der Verwaltung eingebracht werden.
- Die Beschlüsse des JGR gelten als Vorschläge für Gemeinderat und Verwaltung und werden dort je nach Zuständigkeit behandelt.
- Wählbar und wahlberechtigt sind alle Jugendlichen zwischen dem 14. und 18. Lebensjahr, unabhängig von der Staatsangehörigkeit.
- Der Jugendgemeinderat hat 20 Mitglieder.
- Die Amtszeit beträgt zwei Jahre.
- Der Oberbürgermeister übernimmt die Sitzungsleitung.

Die Jugendlichen sollten weder in vorgegebene Strukturen gezwängt werden, noch sich einem übertriebenen Formalismus unterwerfen müssen.
Die Jungparlamentarier hatten die Chance, sich selbst eine Struktur zu geben und haben die Möglichkeit, diese den Erfordernissen anzupassen.
Gegen Ende der ersten Amtszeit haben die Jugendgemeinderäte sich selbst eine Geschäftsordnung erarbeitet, die bis heute Gültigkeit hat.“

Ehemalige Jugendgemeinderäte sind unter anderem Nils Schmid und Matthias Gastel.

### Bürgerbeteiligung
Seit 2000 lädt die Stadt Filderstadt ihre Bürger zu Workshops und Bürgerräten ein und gehört zu den Pionieren der Bürgerbeteiligung in Deutschland. Es wird für einen Beteiligungsworkshop angestrebt, bis zu 120 Personen dabei zu haben, die – nachdem sie über das Thema informiert wurden – in moderierten Kleingruppen mit maximal acht Teilnehmern sprechen. Die Workshops sind so zusammengesetzt wie die Bevölkerung. Dabei werden aus den beteiligungsfernen Gruppen gezielt doppelt oder sogar zweieinhalb Mal so viele Menschen eingeladen wie aus Gruppen, die meist sehr bereitwillig kommen. Die Auswahl der Adressen bestimmt der Zufallsgenerator.
Das Referat Bürgerbeteiligung ist eine Stabsstelle des Oberbürgermeisters, der auch die Einladungen verschickt. Auf 100 Einladungen zur Bürgerbeteiligung ergeben sich fünf bis zehn Zusagen. Im Endeffekt entsprechen die Teilnehmenden dann dem Querschnitt der Bevölkerung. Der Stadt ist das Prinzip der Breiten Beteiligung wichtig. Deshalb gibt es neben dem zufallsausgewählten Einladungsverfahren auch eine entsprechende Dialogform. In vorbereitenden Kleingruppen spricht der Moderator nur mit einem einzelnen Teilnehmern, die anderen hören zu; es gibt dort keine Diskussion untereinander. Erst wenn dieser nichts mehr zu sagen hat, ist der Nächste dran. So kommen die Stillen zu Wort und man bekommt die verschiedenen Milieus unter einen Hut. Die Vorbereitung dient dazu, die für die Bürgerschaft wichtigen Themen und Sichtweisen herauszufinden. In einem weiteren und dann auch viel größerem öffentlichen Workshop, werden ebenso Kleingruppen gebildet; hier wird dann untereinander diskutiert, es werden Ideen formuliert, Vorschläge entwickelt und Präferenzen gebildet.
Meist beziehen sich 10 bis 15 Prozent der Vorschläge auf das zu besprechende Thema. Ein Drittel der Vorschläge liegt außerhalb der Zuständigkeit der Stadt. Die relevanten Vorschläge werden dann sortiert, zusammengefasst und zu Empfehlungen verdichtet, die der Gemeinderat annehmen oder ablehnen kann. Im Fall einer Ablehnung muss er nach den „Spielregeln Bürgerbeteiligung Filderstadt“ sehr genau begründen, warum er den Empfehlungen der Bürgerbeteiligung nicht folgt. Ein weiteres Merkmal der Bürgerbeteiligung in Filderstadt ist der ständige Dialog zwischen der Verwaltung, der Bürgerschaft und der Politik, was für die Umsetzung von Maßnahmen und Projekte aus den Beteiligungsverfahren hilfreich ist.

### Wappen und Flagge

Flagge der Stadt Filderstadt

| Wappen von Filderstadt | Blasonierung: „Von Gold (Gelb) und Grün fünfmal geteilt.“ |
| Wappen von Filderstadt | Wappenbegründung: Das Wappen ist das Wappen der 1839 ausgestorbenen Edelfreien von Bernhausen, die im Mittelalter in allen heutigen Stadtteilen Besitzungen hatten. Wappen und Flagge wurden durch das Regierungspräsidium Stuttgart am 10. August 1977 verliehen. Die Stadtflagge ist gelb-grün. |

### Städtepartnerschaften
Die damalige Gemeinde Bernhausen schloss 1972 Partnerschaften mit Dombasle-sur-Meurthe und La Souterraine in Frankreich. 1988 ging Filderstadt gemeinsam mit den Nachbarstädten Ostfildern und Leinfelden-Echterdingen eine Partnerschaft mit Poltawa in der Ukraine ein. Weitere Partnerstädte sind seit 1990 Oschatz in Sachsen und seit 2002 Selby in Großbritannien.

## Kultur, Sport und Sehenswürdigkeiten

### Theater
- Kultur- und Kongresszentrum „Filharmonie“ in Bernhausen
- Kommunikationszentrum „Alte Mühle“ in Bonlanden
- Die „Filderbühne“ als Theatergruppe

### Vereinsringe
Viele Vereine in Filderstadt sind in den Vereinsringen der Stadtteile organisiert. Die Vereinsringe dienen als Interessensvertreter der Vereine zur Stadtverwaltung und veranstalten die jeweiligen Stadtteilfeste oder andere Veranstaltungen in den Stadtteilen.
Die Vereinsringe sind:
- Vereinsring Bernhausen
- Vereinsring Bonlanden
- Vereinsring Harthausen
- Vereinsring Plattenhardt
- Arbeitsgemeinschaft Sielminger Vereine

### Vereine
- Die Ortsgruppe Plattenhardt des Schwäbischen Albvereins wurde im Jahr 2000 mit der Eichendorff-Plakette ausgezeichnet.[18]
- Der Verein Kelly-Insel hat seinen Sitz in Filderstadt.

### Sport
- TSV Bernhausen
- SV Bonlanden. Die erste Fußballmannschaft spielt derzeit in der Landesliga Württemberg Staffel II (Stand Mai 2019).
- TSV Harthausen (Kreisliga A)
- TSV Plattenhardt (Landesliga Staffel II)
- TSV Sielmingen (Kreisliga A)
- DLRG Bernhausen[19]
- Bundesweit bekannt wurde Filderstadt durch das von 1978 bis 2005 in Filderstadt-Plattenhardt ausgetragene Porsche Tennis Grand Prix-Tennisturnier der Damen, an dem in dieser Zeit die Tennisweltelite teilnahm. Mittlerweile ist das Tennisturnier nach Stuttgart abgewandert.
- Am 14. Juni 1980 hat Guido Kratschmer mit 8649 Punkten im Fleinsbachstadion in Bernhausen einen Weltrekord im Zehnkampf aufgestellt. Dies gelang am 6. Juni 1983 auch Jürgen Hingsen mit 8779 Punkten am gleichen Ort.
- Bei der Weltmeisterschaft 1991 in Brünn wurden Michael Böpple und Matthias Schlecht im 2er Kunstradfahren der Männer als auch Iris Kurz im 1er Kunstradfahren der Frauen Weltmeister (alle drei für den Radfahrverein Edelweiß Bonlanden).
- Judith Ruis, die 2014 die Europameisterschaft der Frauen im MMA gewann, trainiert im Budo-Keller in Filderstadt-Bonlanden.[20]

### Musik
- Akkordeon- und Handharmonika-Club Sielmingen e. V.
- Big Band Harthausen e. V.
- Musikverein Bernhausen e. V.
- Musikverein Harmonie Bonlanden e. V.
- Musikverein "Frei-weg" Plattenhardt e. V.
- Musikverein Sielmingen e. V.

Die vier Musikvereine Filderstadts haben die Nachwuchsarbeit 2016 im Jugendblasorchester Filderstadt (JUBO Filderstadt) zusammengeführt.

### Museen
Im ehemaligen Bonländer Rathaus befindet sich das Gottlob-Häussler-Heimatmuseum. Gezeigt wird das frühere Alltagsleben auf den Fildern mit Landwirtschaft, Handwerk (Schuster-, Schreiner- und Bürstenbinderwerkstätten), Küche und einem „Tante-Emma-Laden“.

### Bauwerke

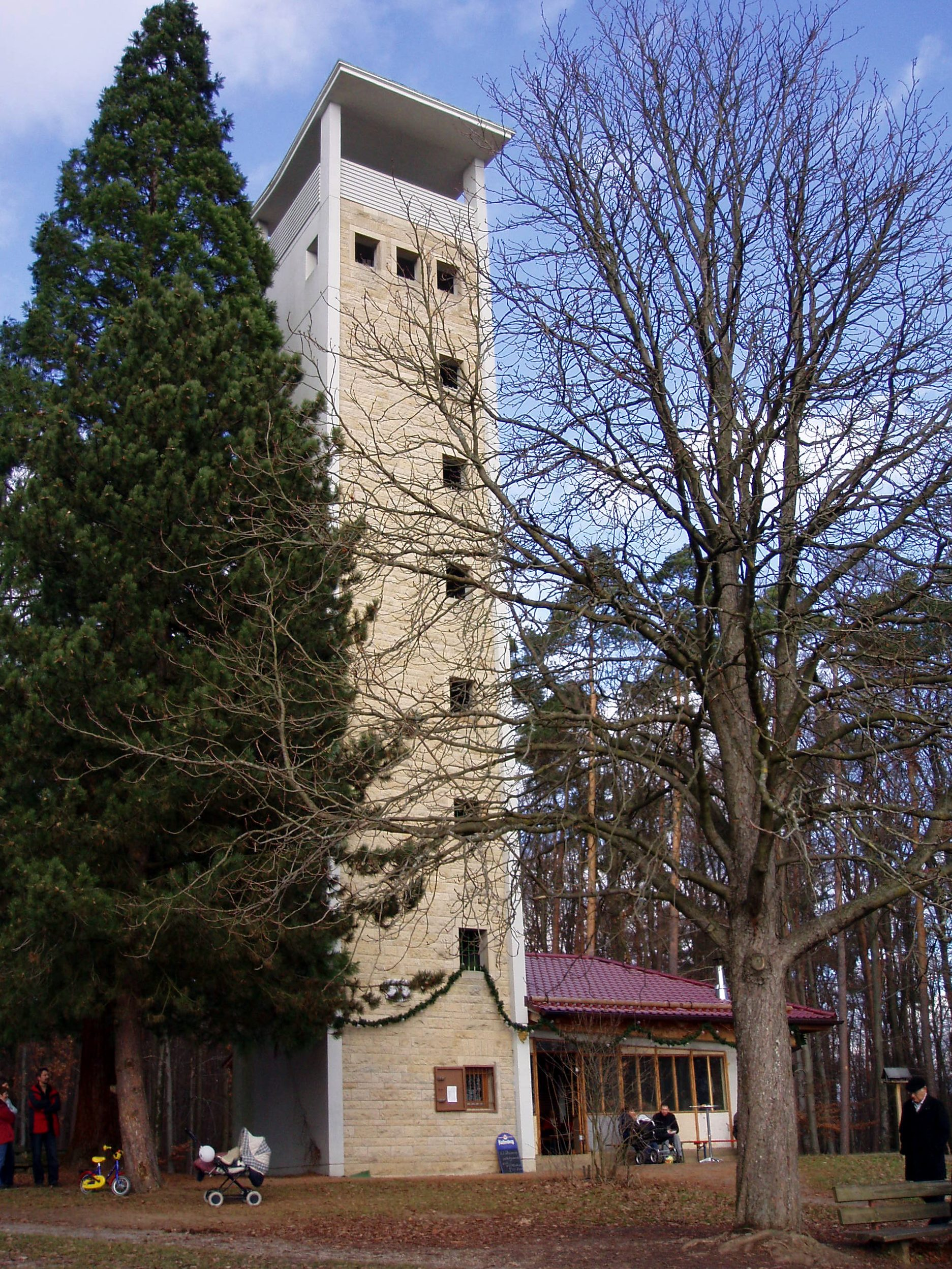
Uhlbergturm
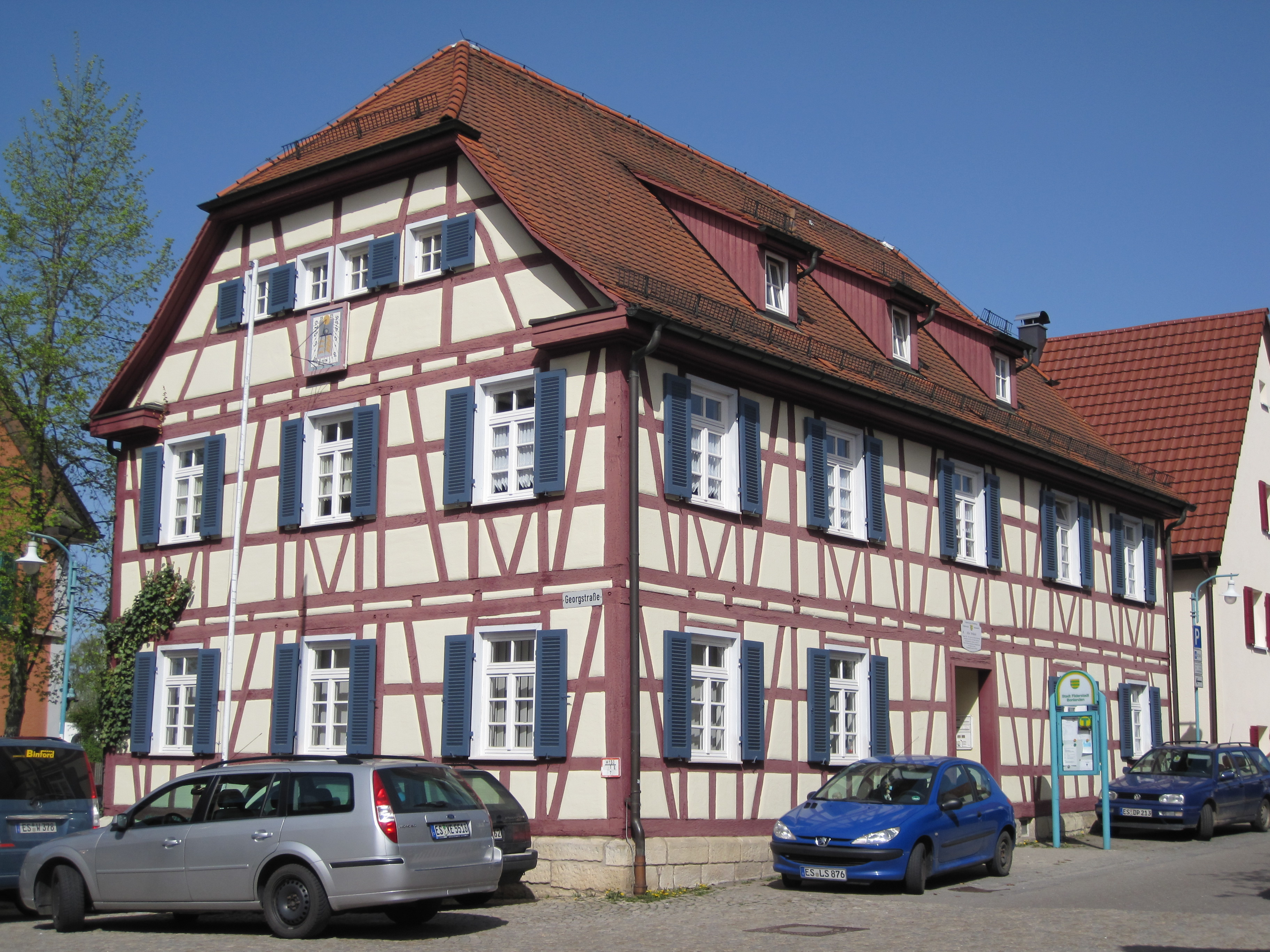
Alte Schule in Bonlanden
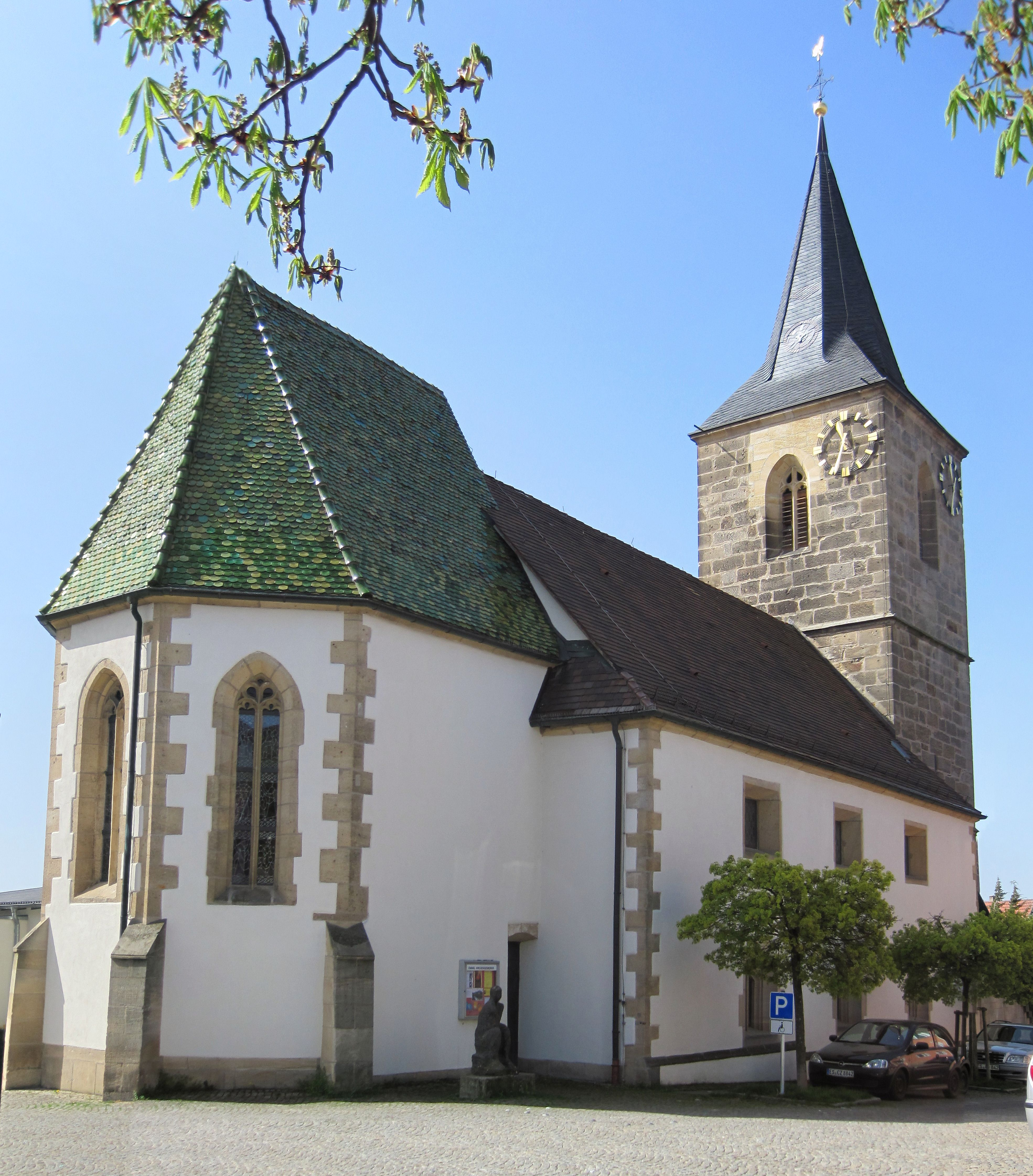
Georgskirche Bonlanden
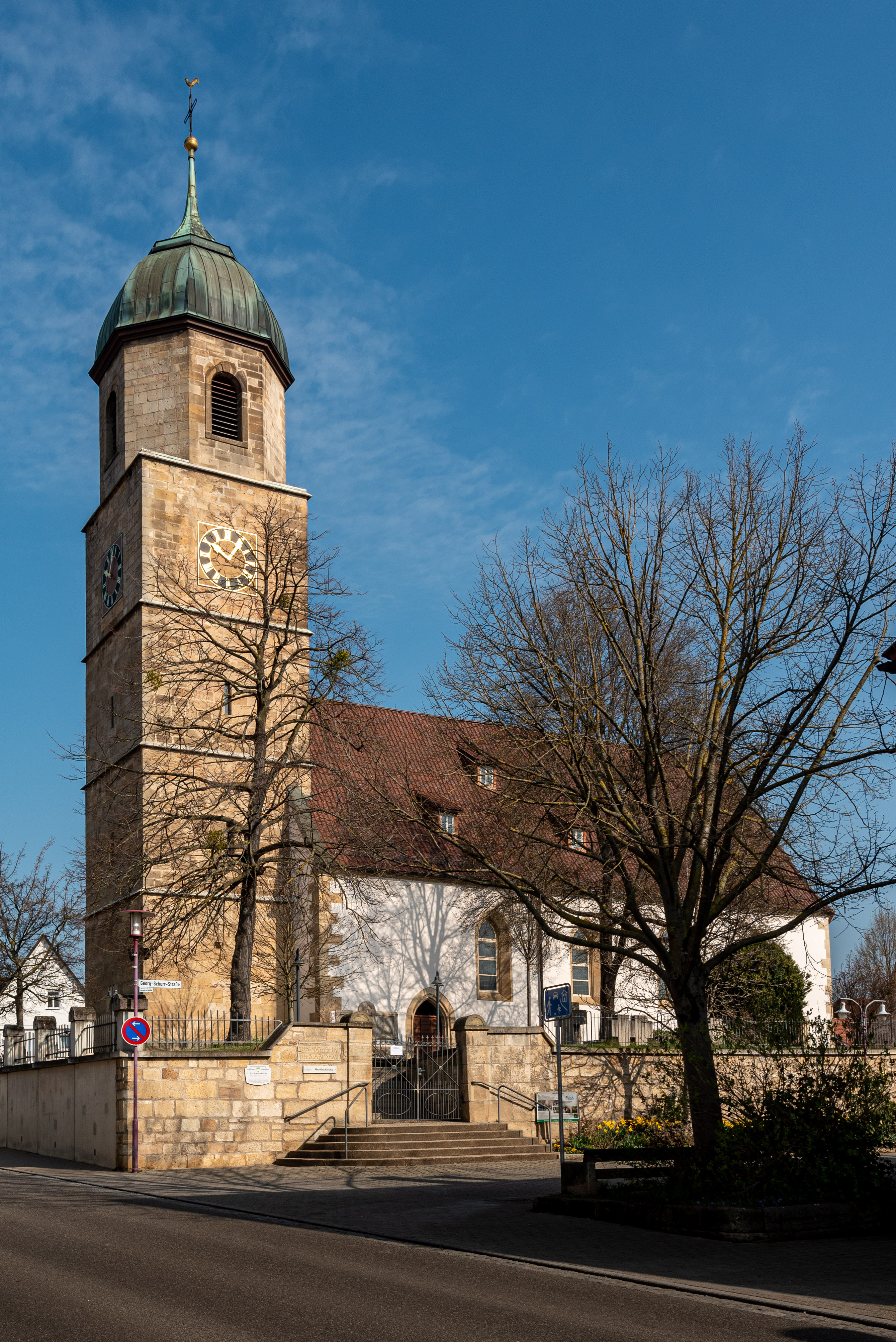
Sielmingen Martinskirche
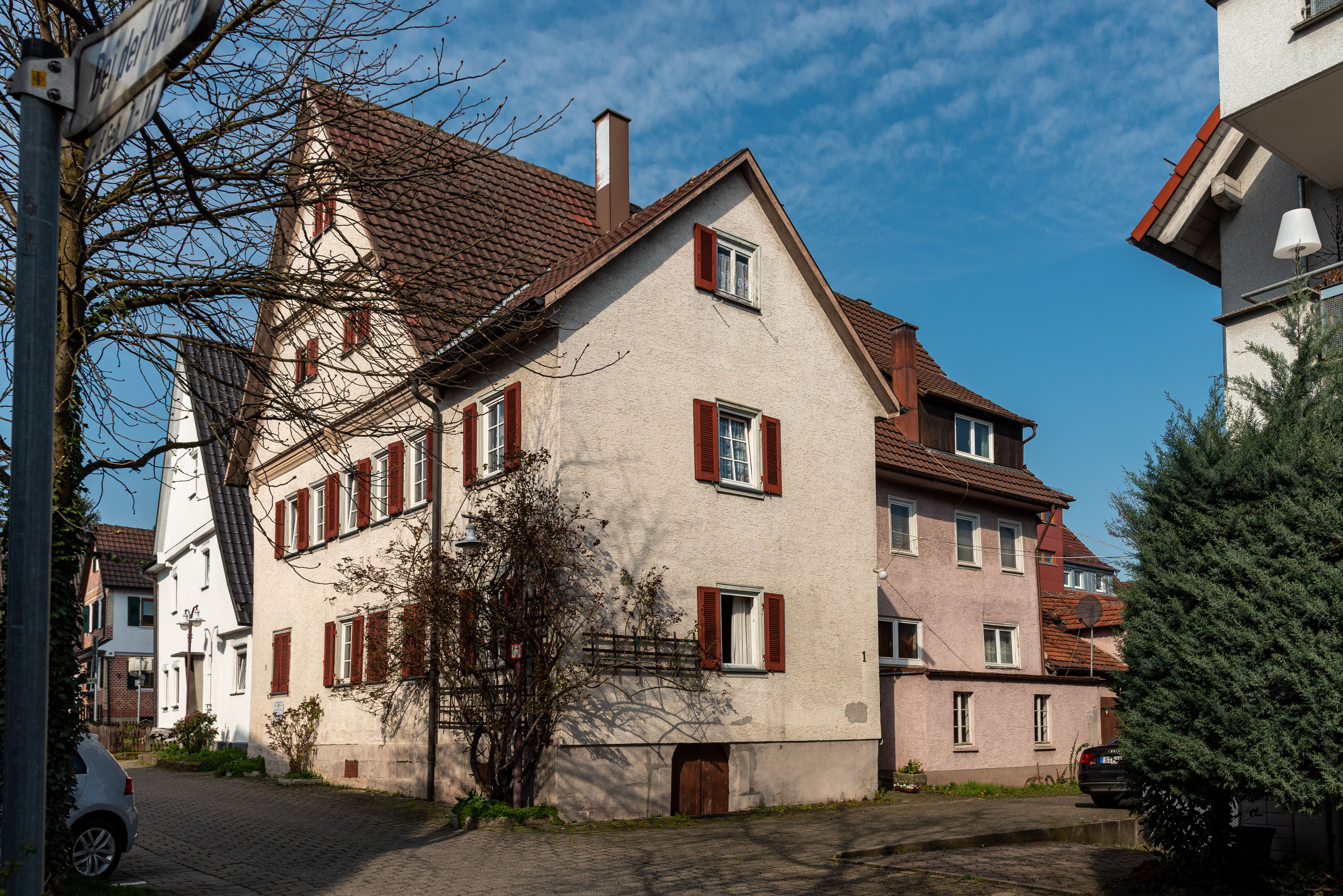
Sielmingen Hahnsches Haus
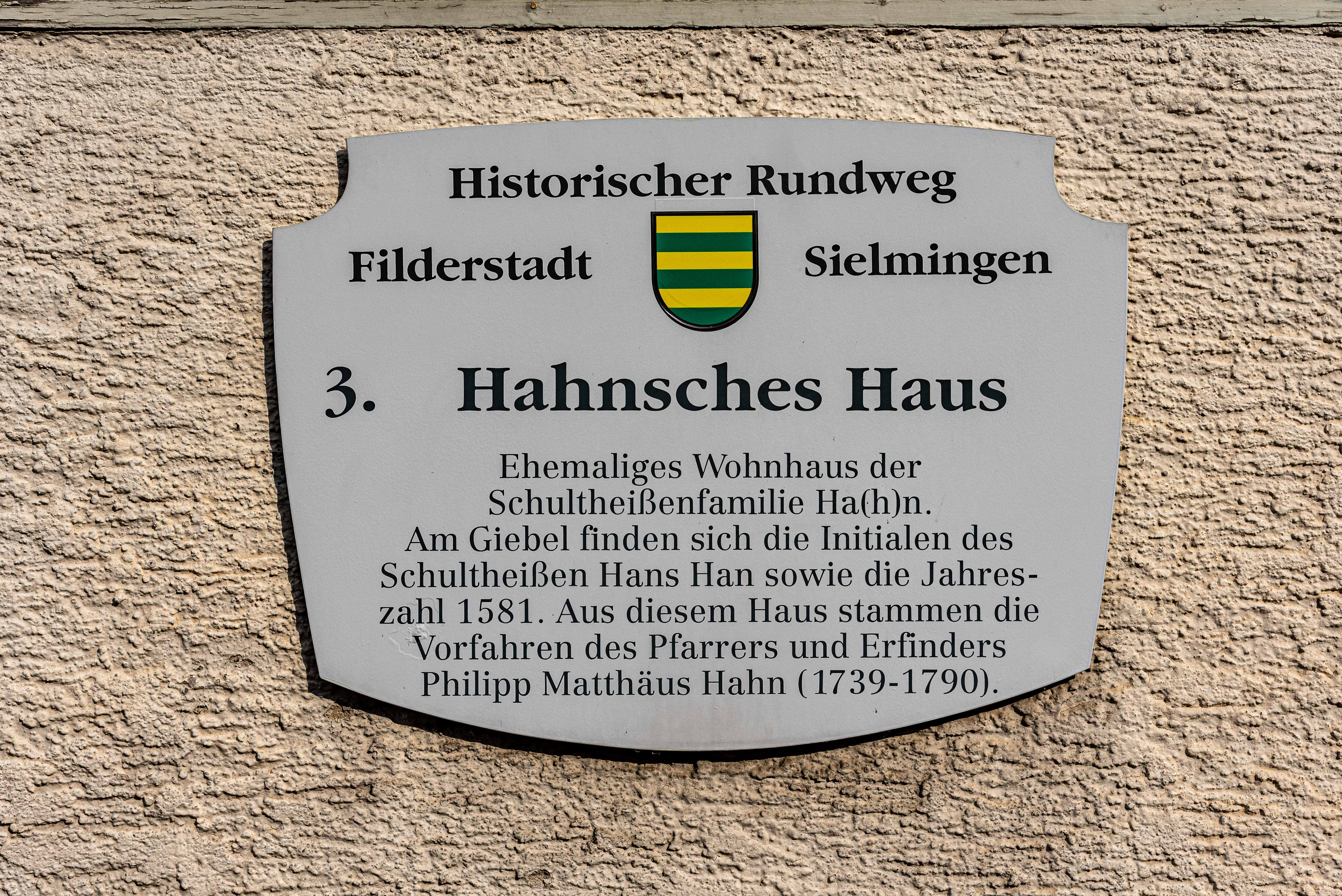
Sielmingen Hahnsches Haus

- Die evangelische Jakobuskirche Bernhausen ist das Wahrzeichen Bernhausens: Die ursprünglich dem Heiligen Gallus geweihte Kirche ist bereits seit 1275 bezeugt. Die heutige Pfarrkirche ist eine Westturmanlage mit frühgotischem Turm sowie achteckigem Aufbau von 1680. Das Schiff von 1475 wurde mehrfach verändert und 1956 erweitert.
- Das Rathaus in Bernhausen wurde 1616 als Fachwerkhausbau mit barockem Unterbau errichtet.
- Das Bernhäuser Pfarrhaus stammt aus dem 17. Jahrhundert. Hier wohnte 1814 der Dichter Gustav Schwab.
- Das alte Schulhaus wurde 1537 erbaut und bis 1951 als solches genutzt.
- Die evangelische Pfarrkirche Georgskirche Bonlanden ist im Kern spätgotisch, der Westturm besitzt ein Kreuzrippengewölbe, der Chor ein Netzgewölbe. Das Schiff wurde mehrmals verändert, zuletzt 1912.
- Hier gibt es auch eine Kelter von 1718.
- Die Kirche in Harthausen wurde erst 1838 im späten Klassizismus erbaut, doch gab es ab 1601 bereits eine Kapelle, die 1763 als Schule diente.
- Die evangelische Antholianuskirche in Plattenhardt weist einen Chor und eine Sakristei aus der Zeit der Spätgotik um 1480 und ein nur wenig jüngeres Langhaus auf. Der Turm wurde in seiner heutigen Gestalt 1787 aufgestockt. Die katholische Kirche in Plattenhardt entstand erst in den 1950er Jahren.
- Die Sielminger Martinskirche stammt von 1489 und hat einen vieleckigen Chor mit kreuzrippengewölbter Vorhalle.
- Sehenswert ist auch das Hahn’sche Haus von 1581, in dem der Vater des Erfinders Philipp Matthäus Hahn geboren wurde.
- Vom Uhlbergturm hat man eine gute Aussicht auf den Schönbuch, die Filderebene und die Schwäbische Alb. Schon 1890 wurde am heutigen Standort des Turmes auf 469 m über dem Meeresspiegel ein hölzernes Aussichtsgerüst errichtet, das 1903 durch einen Holzturm von 17 m Höhe ersetzt wurde. Dieser musste 1961 wegen Baufälligkeit abgerissen werden und wurde 1963 durch das heutige, 25 m hohe Bauwerk ersetzt. Der vom Schwäbischen Albverein gewartete und bewirtschaftete Turm ist zu bestimmten Zeiten geöffnet und ist mit einem Kiosk, einer Picknickwiese und einem Spielplatz ausgestattet.

### Regelmäßige Veranstaltungen
- Februar/März: Pferdemarkt in Bernhausen
- 1. Mai: Hammelfest des Schwäbischen Albvereins am Uhlbergturm in Plattenhardt
- Pfingsten: Internationales U19 Fußballturnier im Weilerhau
- Juni: Bärenfest in Bernhausen und Marktplatzfest in Harthausen
- Juli: Saifest in Bonlanden und Straßenfest in Plattenhardt
- Letztes Augustwochenende: Straßenfest des Musikverein Bernhausen in der Rosenstraße
- Anfang September: Kirchplatzfest in Sielmingen (alle fünf Jahre stattdessen viertägiges Heimatfest auf dem Festplatz (ursprünglich an der Jakobstraße gelegen, seit 2018 an der Seestraße), zuletzt in den Jahren 2013, 2018, 2023)
- An jedem ersten Adventswochenende (Samstag und Sonntag) findet in der Rundsporthalle in Bernhausen ein Kunsthandwerkermarkt statt.
- Dezember: Jeden Advents-Freitag in Sielmingen "Treff unter dem Weihnachtsbaum", Nikolaus- und Weihnachtsmarkt in Bernhausen sowie in Plattenhardt

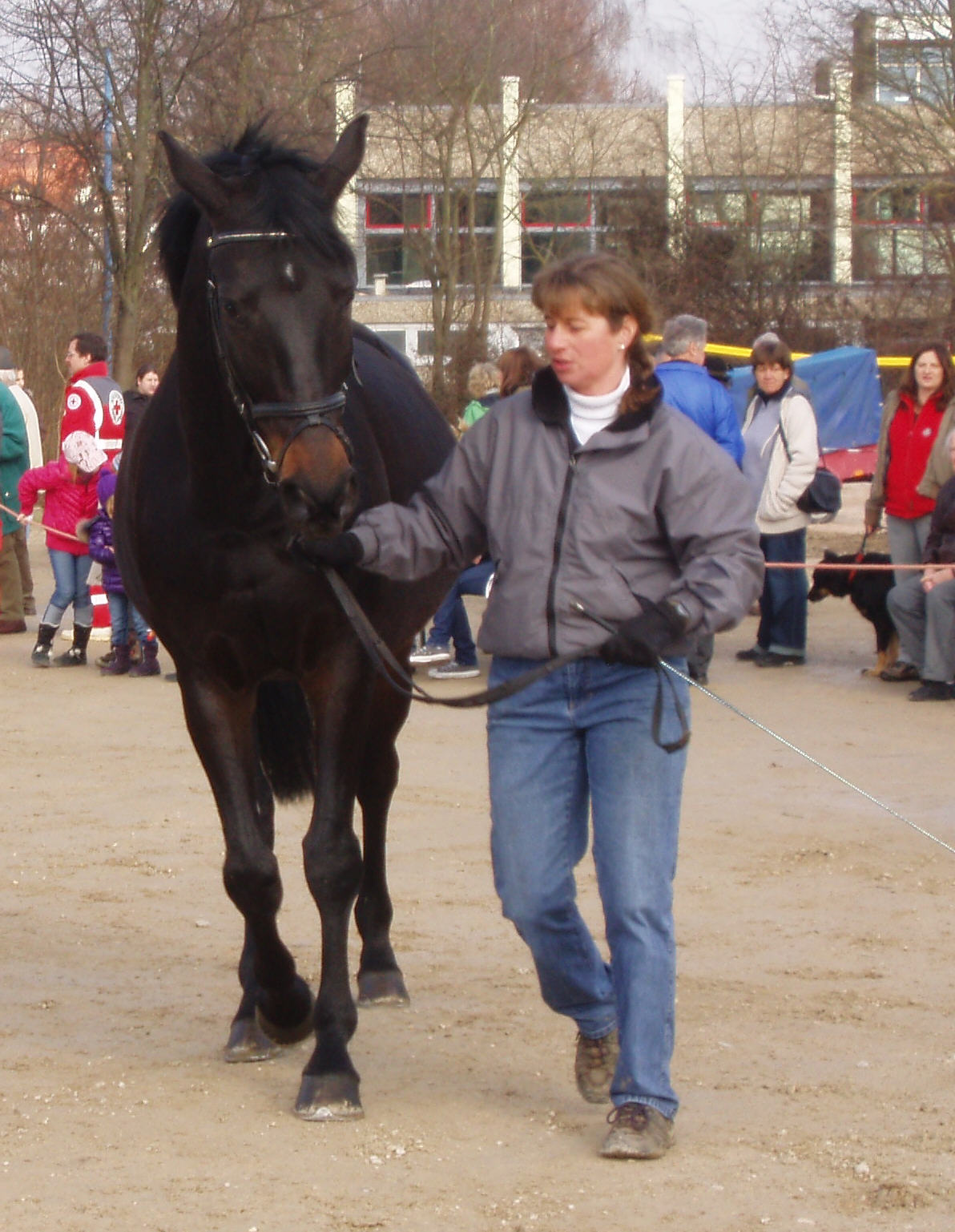
Eine Stute wird auf dem Pferdemarkt in Bernhausen vorgeführt
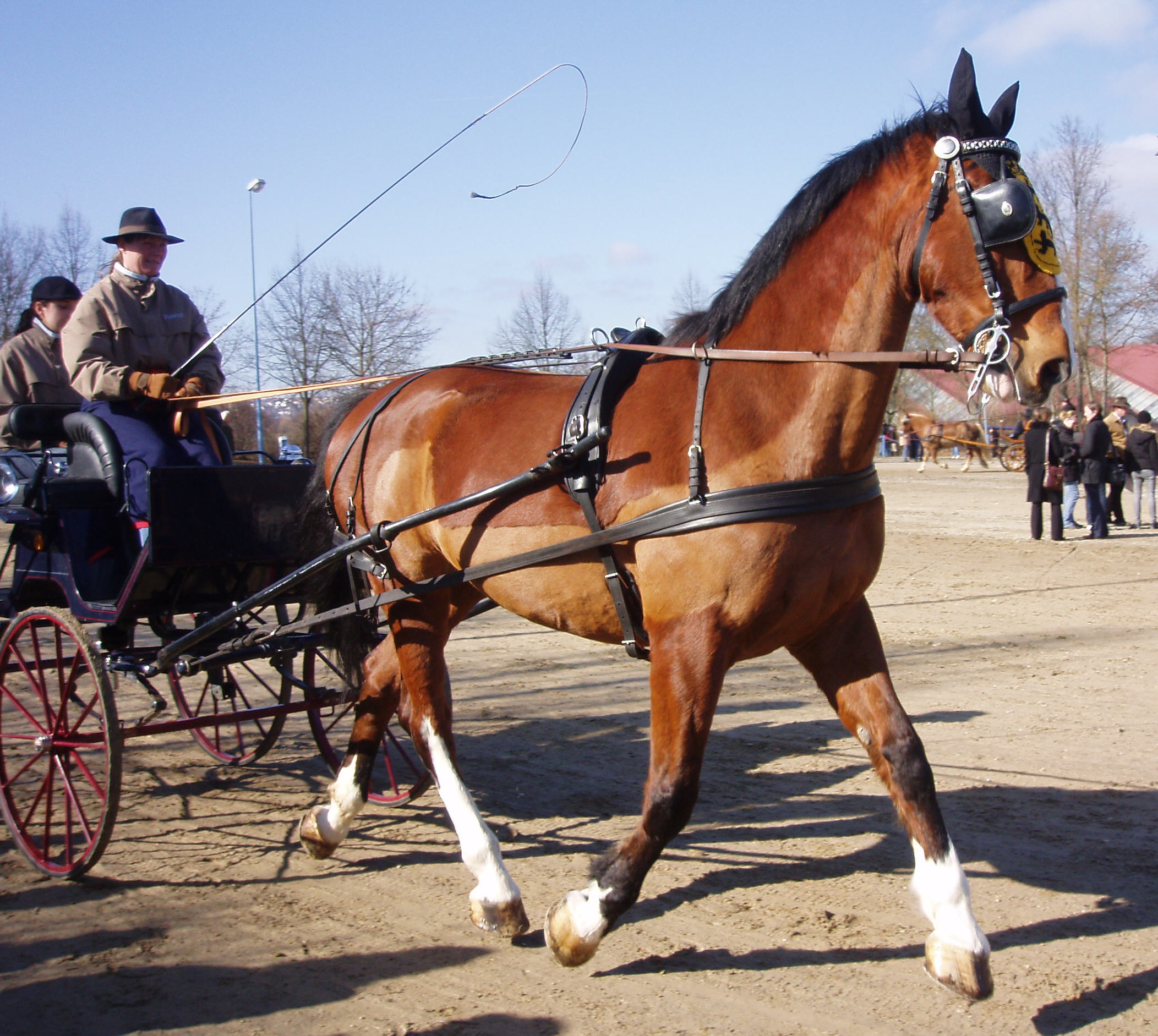
Ein Gelderländer wird auf dem Pferdemarkt vorgeführt
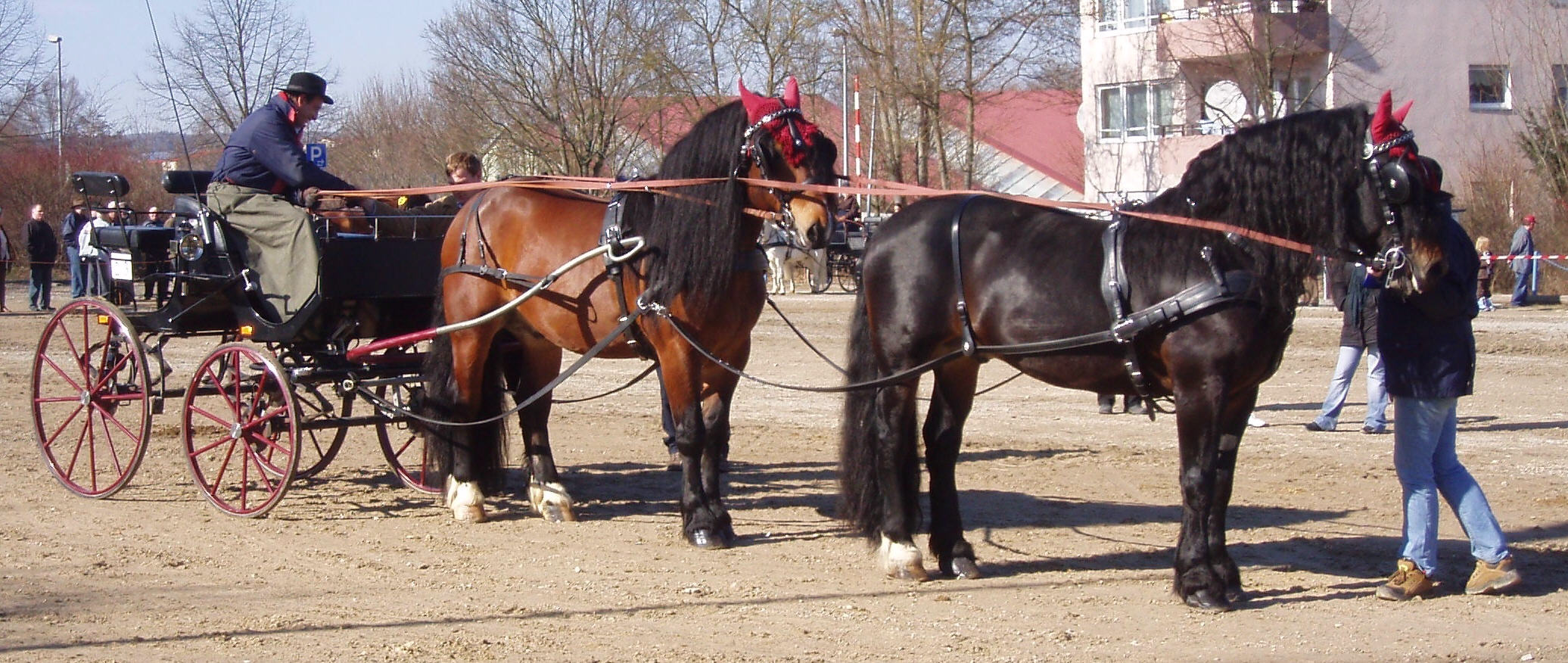
Ein Norikertandem wird auf dem Pferdemarkt begutachtet

## Wirtschaft und Infrastruktur

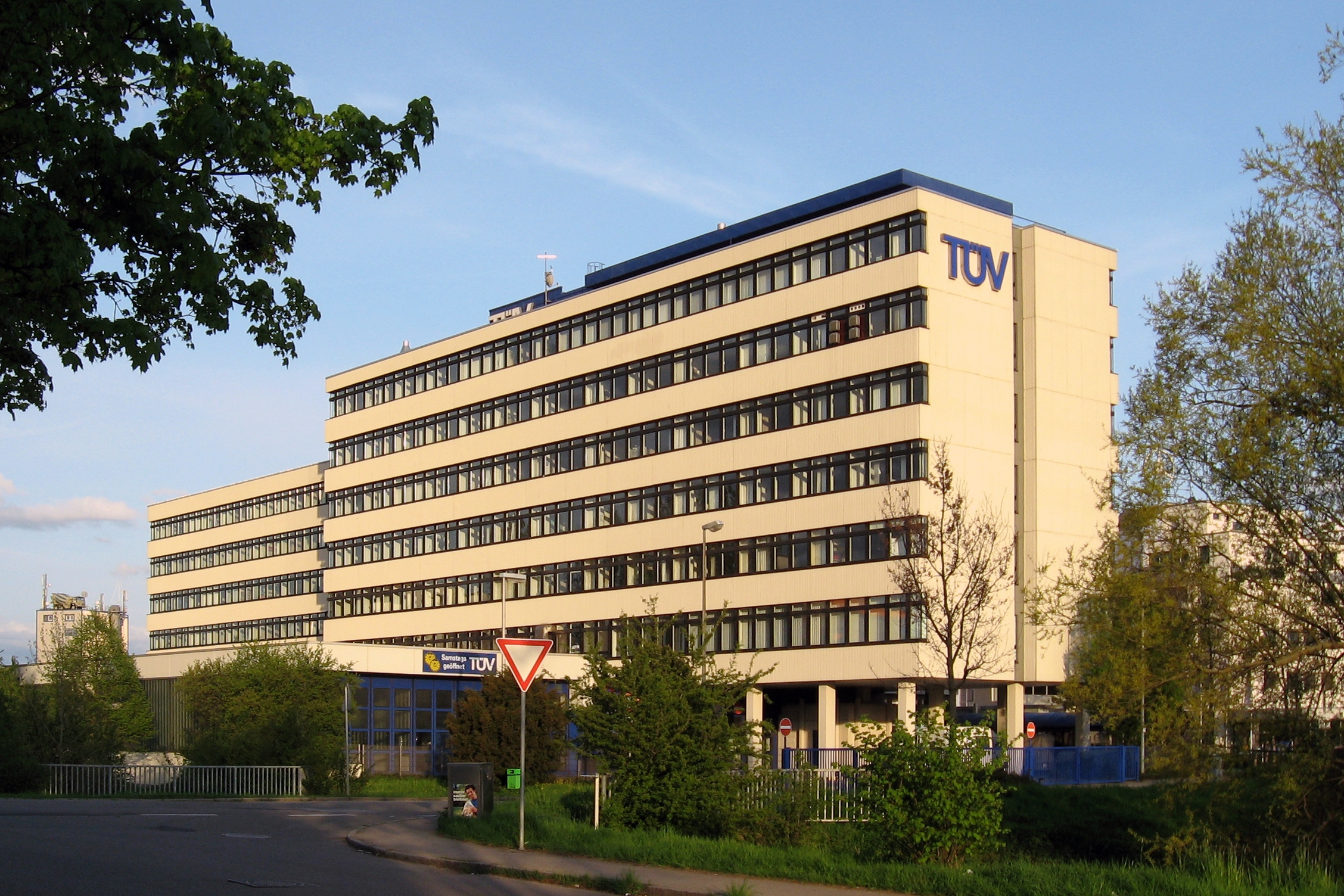
TÜV im Stadtteil Bernhausen

Die größten Arbeitgeber Filderstadts sind der Etikettenhersteller Herma, das Klimatechnik-Unternehmen Modine und der TÜV Süd mit seinem zweitgrößten Standort. Im Luftfrachtzentrum des Stuttgarter Flughafens, das sich im Stadtteil Bernhausen befindet und eine Fläche von rund 150.000 m² umfasst, sind mehr als 70 Unternehmen der Logistikbranche ansässig. Im produzierenden Gewerbe, das etwa 30 Prozent der Arbeitsplätze in Filderstadt stellt, sind überwiegend mittelständische Automobilzulieferer tätig.
Im Gewerbegebiet Affelter in Bonlanden begann 2012 die Hugo Boss AG auf einer Fläche von 23.400 m² mit dem Bau eines Hochregallagers. Es wurde im Sommer 2014 eingeweiht. Außerdem soll dort bis Herbst 2012 mit der Hall of Soccer eine Fußballhalle entstehen.

### Landwirtschaft
Die Filder mit ihren fruchtbaren Lössböden war schon immer ein wichtiges Landwirtschaftsgebiet. Der ehemalige „Gemüsegarten Stuttgarts“ ist mittlerweile zwar durch Siedlungs- und Infrastrukturprojekte etwas eingeschränkt, doch die Landwirtschaft lebt immer noch in allen Stadtteilen, vor allem in Bernhausen und Sielmingen, die die Hauptorte des Krautanbaus in Filderstadt sind. Zwar ging durch den Strukturwandel in der Landwirtschaft die Zahl der landwirtschaftlichen Betriebe zurück, doch heute gibt es immer noch ca. 70 Stück.
Vor allem steht hier der Kraut- und Gemüseanbau im Vordergrund, die Viehhaltung ist eher selten anzutreffen.
Auf den Hofläden und Wochenmärkten lassen sich heute Produkte direkt vom Bauer erwerben, unter anderem Obst, Gemüse, Fleisch, Wurst und Brot.
Der Anteil der Siedlungsfläche an der Gesamtfläche der Stadt stieg zwischen 2000 und 2010 von 29,5 auf 33,8 Prozent. Im gleichen Zeitraum ging der Anteil landwirtschaftlicher Fläche um 4,5 Prozentpunkte auf 45,8 Prozent zurück.

#### Krautanbau
Das traditionelle Filderkraut wurde erstmals 1772 vom Pfarrer Wilhelm Bischoff erwähnt. Vermutlich hatte es seinen Anfang in den Klostergärten des Klosters Denkendorf. Mit der Industrialisierung gewann es immer mehr an Bedeutung. Heute hat es immer noch einen hohen Stellenwert, vor allem in Echterdingen, Bernhausen und Sielmingen, die als Zentrum des Krautanbaus gelten. Mittlerweile wird allerdings immer öfter der leichter zu bearbeitende Rundkohl angebaut.

#### Viehhaltung auf den Fildern

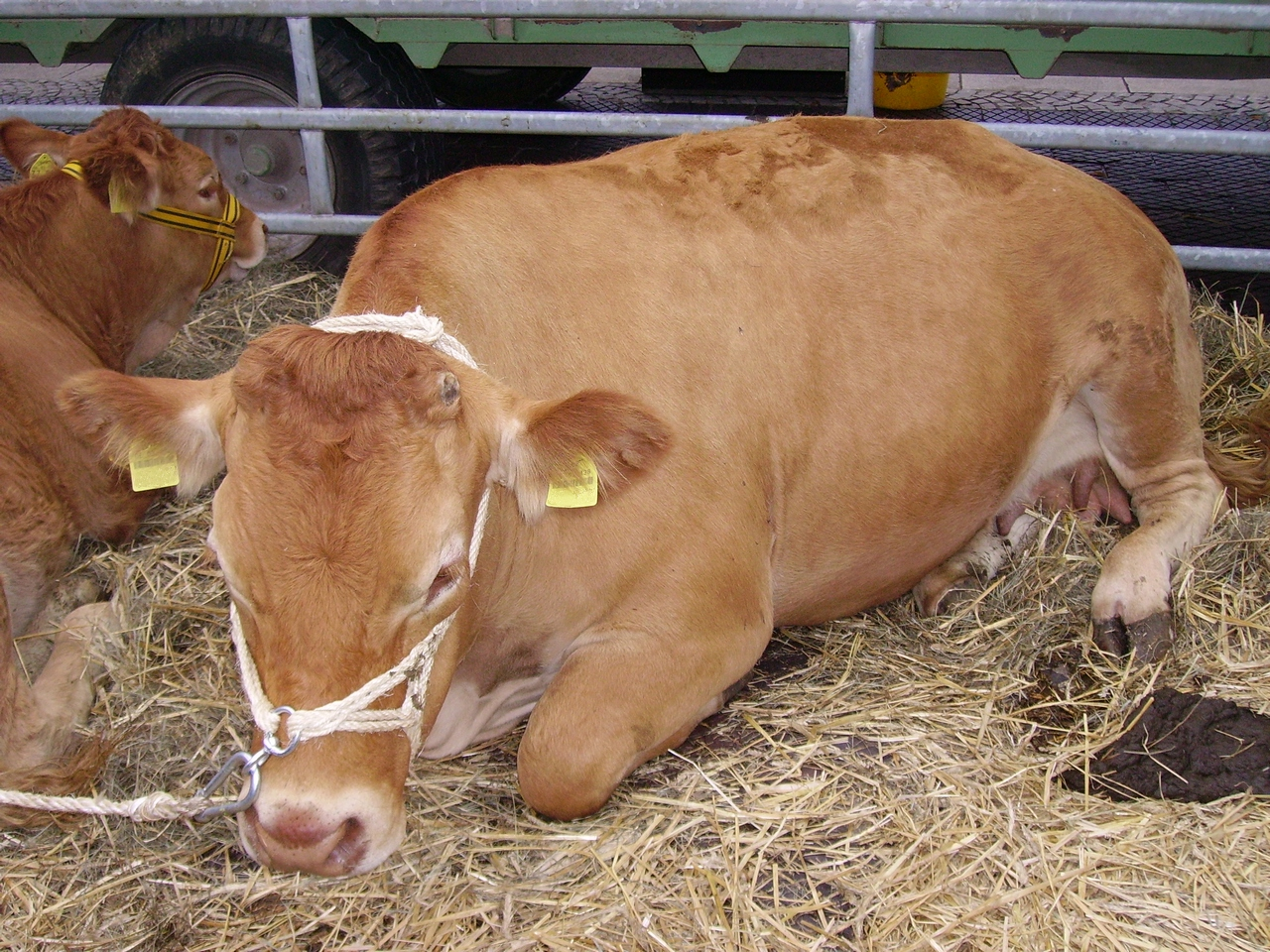
Einst häufig vertreten: Das Rind

Da die Filder keine Vorrangregion für Milch- bzw. Fleischwirtschaft, wie das Allgäu oder der Schwarzwald war, wurde das Vieh nur zur Selbstversorgung gehalten. Das Ortsbild vor hundert Jahren war noch sehr von der Viehwirtschaft geprägt, Schweine, Schafe oder Ziegen, Kleinvieh wie Hasen, Hühner oder Enten gehörten zu Haushalt und Ortsbild. Im Farrenstall war der Farren untergebracht, für dessen Haltung die Gemeinde verpflichtet war. Heute ist die Zahl der Tiere gesunken, da durch bessere Einkaufsmöglichkeiten die Viehhaltung überflüssig geworden ist. Heute sind lediglich die alten Haltungseinrichtungen zu sehen. Die Funktion von z. B. Pferden hat sich verändert. Heute gibt es fünfmal so viele Pferde wie vor 30 Jahren. Im Gegensatz zu der damaligen Nutzung als Zug- und Arbeitstiere werden sie heute als Hobbytiere zum Reiten gehalten. Die Zahl der Milchkühe reduzierte sich in den letzten 30 Jahren um 85 %, die Menge der gehaltenen Schweine um 95 %. Dies ist kein für Filderstadt besonderer Prozess, er fand fast überall in der Landwirtschaft statt.

#### Streuobstwiesen
Streuobstwiesen sind in Filderstadt noch in sehr großer Zahl vertreten. Mit Aktionen wie den Streuobst-Guides und der „Mobilen Moste“ versucht man, diese Naturräume zu erhalten. Das alljährliche Apfelfest des Fildergartenmarkt Briems ist immer ein beliebter Zulauf für Streuobst-Fans. Der Museumsobstgarten beim Bildungszentrum Seefälle ist mit alten Sorten bestückt.

#### Biologischer Landbau
Der Biologische Landbau ist in Filderstadt vor allem durch den Bioland Gemüsehof Hörz in Bonlanden präsent.

### Verkehr

#### Flughafen
Der Stuttgarter Flughafen liegt unmittelbar nördlich von Filderstadt. Die Start- und Landebahn befindet sich auf Filderstädter Gemarkung, ebenso der Tower, der in Bernhausen am Rande der Wohnbebauung steht.

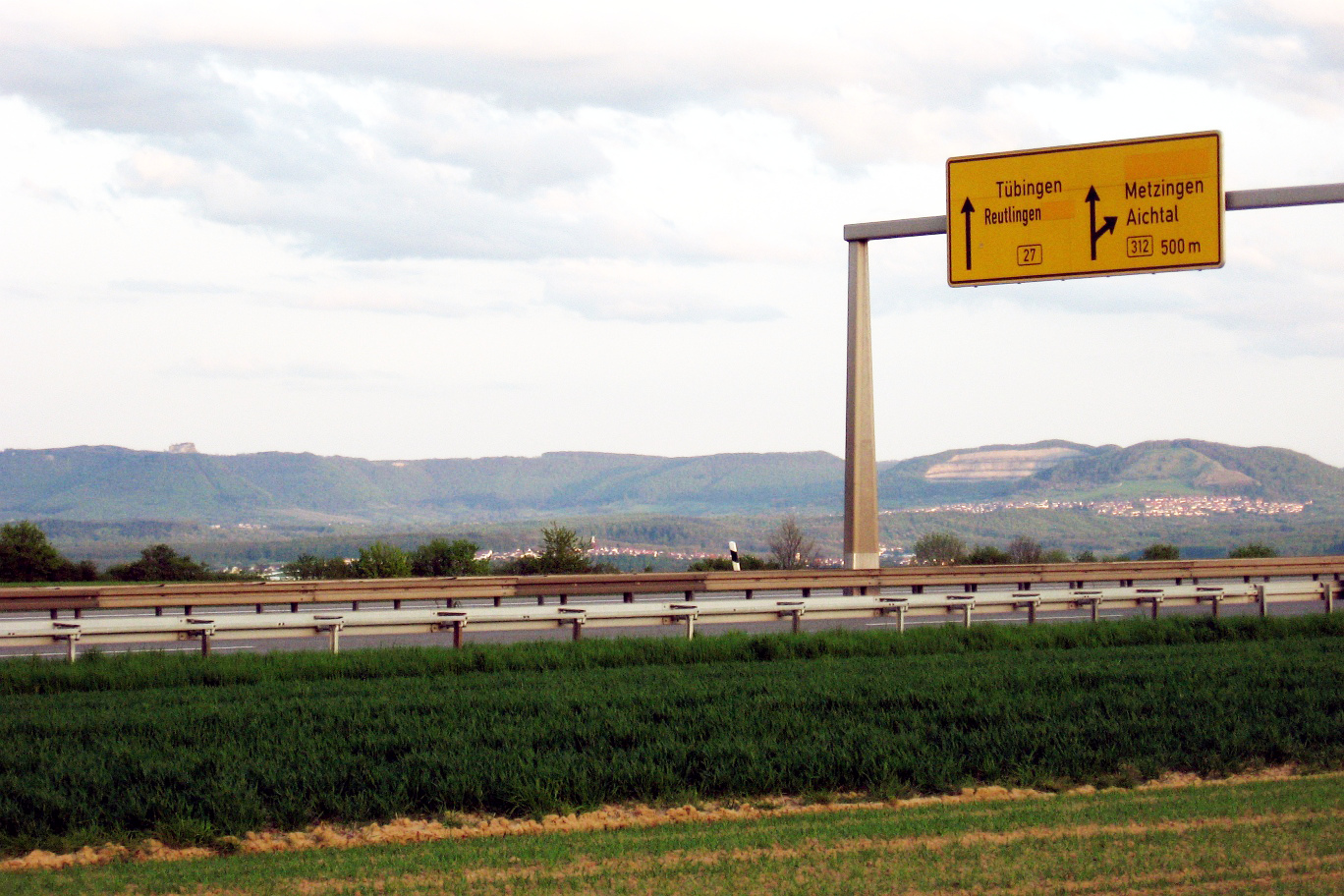
Die vierspurige B 27 zwischen Bonlanden und Harthausen, im Hintergrund der Albtrauf mit der Burg Hohenneuffen und dem Jusi.

#### Fernstraßen
An der nördlichen Stadtgrenze Filderstadts führt die Bundesautobahn 8 (Karlsruhe–Ulm) vorbei. Über die Anschlussstelle Stuttgart-Flughafen ist die Stadt direkt angebunden. Ferner führen die vierspurige Bundesstraße 27 (Stuttgart–Tübingen) und die Bundesstraße 312 (Flughafen–Reutlingen) durch das Stadtgebiet, wobei der B312-Abschnitt Bernhausen-Bonlanden als Ausgleich für die Bundesstraße 328 abgestuft wird zur Landesstraße.

#### Bahn- und Busverkehr
Den öffentlichen Personennahverkehr bedient seit Herbst 2001 vor allem die Linie S2 (Filderstadt–Schorndorf über Stuttgart-Flughafen und Stuttgart Hauptbahnhof) der S-Bahn Stuttgart. Der S-Bahnhof Filderstadt befindet sich im Stadtteil Bernhausen. Dieser ist auch der Knotenpunkt für neun von zehn Buslinien, die innerhalb des Stadtgebiets verkehren. Die Linien sind zu einheitlichen Preisen innerhalb des Verkehrs- und Tarifverbunds Stuttgart (VVS) zu benutzen;
eine Ausnahme ist die Linie X3, die zwischen Pfullingen/Reutlingen und Stuttgart-Flughafen verkehrt und dem Verkehrsverbund Neckar-Alb-Donau (Naldo) angehört.

#### Radverkehr
Filderstadt ist Gründungsmitglied in der Arbeitsgemeinschaft Fahrrad- und Fußverkehrsfreundlicher Kommunen in Baden-Württemberg und hat die „Qualitätsstufe“ für eine fahrradfreundliche Kommune erreicht. Das Radroutennetz Filderstadt verbindet die 5 Stadtteile.
Über Alltagsradrouten aus dem Radnetz Baden-Württemberg ist Filderstadt 
- über Leinfelden-Echterdingen mit Stuttgart,
- über Neuhausen auf den Fildern, Denkendorf und Wendlingen mit Kirchheim unter Teck und
- über Aichtal und Neckartenzlingen
  - mit Tübingen und
  - über Metzingen mit Reutlingen verbunden.

Sehr problematisch ist die Anbindung an Plieningen und die dortige Universität Hohenheim. Sie führt theoretisch durch den Flughafentunnel, der aber keine geeignete Radverkehrsverbindung darstellt. Dessen Fahrbahnen sind für den Radverkehr verboten und der Gehweg ist zwar für den Radverkehr freigegeben, aber so schmal, dass Gegenverkehr mit gewöhnlichen Fahrrädern nicht möglich ist.

### Medien
Über das Tagesgeschehen Filderstadts berichtet die Filder-Zeitung, die den beiden Tageszeitungen Stuttgarter Zeitung und Stuttgarter Nachrichten beiliegt.
Außerdem gibt es noch die kostenlose Zeitung „Filder Wochenblatt“.

### Einrichtungen
Filderstadt hat ein Notariat.
Im Stadtteil Bernhausen befindet sich der Sitz des Kirchenbezirks Bernhausen der Evangelischen Landeskirche in Württemberg.
Im Stadtteil Bonlanden befindet sich das Gemeinschaftskrankenhaus Filderklinik, das zur Grund- und Regelversorgung gehört.
Im Stadtteil Plattenhardt befindet sich seit 2012 ein Wohnverbund der Diakonie Stetten e. V. für 36 Erwachsene mit geistiger Behinderung, davon zwölf Plätze in Apartmentwohnungen.

### Freiwillige Feuerwehr
Die Freiwillige Feuerwehr Filderstadt entstand mit der Stadtgründung im Jahr 1975 und ist eine gemeinnützige städtische Einrichtung. Die Feuerwehr hat fünf Einsatzabteilungen, eine ortsübergreifende Jugendfeuerwehr, sowie jeweils eine Altersabteilung. Sie rückt zu den täglich anfallenden Einsätzen im Einsatzgebiet, aber auch zum Flughafen Stuttgart sowie auf Streckenabschnitte der Bundesstraße 27 aus. Die Einsätze der Gesamtfeuerwehr haben sich in den vergangenen Jahren auf etwa 300 pro Jahr eingespielt.

### Bildung
In Filderstadt gibt es alle allgemein bildenden Schularten. In Bernhausen besteht eine Grundschule (Bruckenackerschule), eine Grund- und Gemeinschaftsschule (Gotthard-Müller-Schule), die Fleinsbach-Realschule und das Elisabeth-Selbert-Gymnasium (früher: Eduard-Spranger-Gymnasium). Außerdem ist hier die Musikschule Filderstadt angesiedelt. Bonlanden hat eine Grundschule (mit den beiden Standorten Uhlbergschule und Schillerschule) sowie eine Werkreal- und Realschule im Bildungszentrum Seefälle. In Harthausen gibt es eine Grund- und Werkrealschule (Jahnschule mit der Lindenschule). Plattenhardt hat neben der Grundschule (Weilerhauschule) noch die Volkshochschule & Kunstschule Filderstadt. In Sielmingen gibt es eine Grundschule (Wielandschule), das Dietrich-Bonhoeffer-Gymnasium und eine Förderschule (Pestalozzischule). Eine Privatschule ist die Waldorfschule „Gutenhalde“.

### Ver- und Entsorgung
Die Stadt ist Mitglied im Zweckverband Filderwasserversorgung. Die Stadtteile Harthausen und Sielmingen sowie die nördlichen Teile von Bonlanden erhalten Filderwasser aus der zentralen Enthärtungsanlage des Wasserwerks Neckartailfingen. Die Stadtteile Bernhausen und Plattenhardt sowie die südlichen Teile von Bonlanden erhalten Trinkwasser vom Zweckverband Bodensee-Wasserversorgung.
Die Strom- und Erdgasnetze in der Stadt werden von der EnBW Regional AG betrieben.
Zur Reinigung des Abwassers werden die beiden Kläranlagen Bombach und Fleinsbach betrieben.
Die Abfallentsorgung wird vom Abfallwirtschaftsbetrieb Esslingen organisiert, einem Eigenbetrieb des Landkreises Esslingen.

## Persönlichkeiten

### Ehrenbürger
- Peter Bümlein (1945–2010), Oberbürgermeister von 1983 bis 2007

### Söhne und Töchter der Stadt

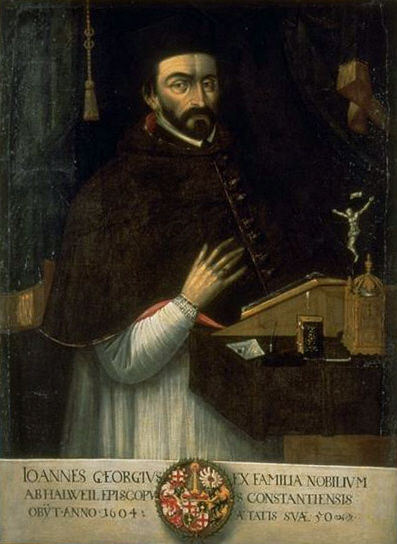
Johann Georg von Hallwil

- Johann Georg von Hallwyl (auch Hallwil) (1555–1604), Fürstbischof von Konstanz von 1601 bis 1604
- Johann Jakob Heinlin (1588–1660), Theologe, Geistlicher und Mathematiker, geboren in Bernhausen
- Johann Gotthard Müller (1747–1830), Kupferstecher, wurde in Bernhausen (Rosenstraße 22) geboren
- Jacob Brodbeck (1821–1910), deutsch-amerikanischer Flugpionier, stammte aus Plattenhardt (Kirchstraße 26)
- Georg Adam Bürkle (1825–1896), Gründer der Stadt Stuttgart in Arkansas/USA, wurde in Plattenhardt (Kirchstraße 27) geboren
- Johann Martin Bürkle (1832–1916), evangelischer Geistlicher und Schriftsteller in Ohio und später in Arkansas
- Alfons Fügel (1912–1960), Sänger
- Karl Schlecht (1932–2024), Unternehmer
- Werner Weinmann (1935–1997), geboren in Bonlanden, Politiker (SPD), Landtagsabgeordneter, Staatssekretär
- Klaus Streubel (* 1958), Physiker
- Veronika Stoertzenbach (* 1958), Dirigentin
- Michael Blume (* 1976), Religions- und Politikwissenschaftler
- Juliane Schiel (* 1976), Historikerin
- Wolfgang Neumann (* 1977), Künstler, Dichter, Musiker und Songwriter
- Peter Gartmayer (* 1978), österreichischer Beachvolleyballspieler
- Joachim J. Krause (* 1978), evangelischer Theologe
- Matthias Anton (* 1979), Saxophonist und Hochschullehrer
- Julia Nachtmann (* 1981), Schauspielerin
- Sigune Schnabel (* 1981), Lyrikerin und Übersetzerin
- Benjamin Strecker (* 1982), Schauspieler
- Aenne Schwarz (* 1983), Schauspielerin
- Jan-Hendrik Pelz (* 1984), Konzeptkünstler
- Fabian Schulze (1984–2024), Stabhochspringer
- Birgitta Flick (* 1985), Jazzmusikerin
- Marie Muller (* 1985), luxemburgische Judoka
- Martin Petersen (* 1985), Fußballschiedsrichter
- Daniel Gruen (* 1986), Physiker, Kosmologe und Hochschullehrer
- Peter Leipold (* 1987), Dirigent und Komponist
- Laura Siegemund (* 1988), Tennisspielerin
- Jakob Fimpel (* 1989), Fußballtrainer
- Dennis Birnstock (* 1991), Politiker (FDP)
- Maximilian Dürr (* 1992), Eishockeytorwart
- Helen Grobert (* 1992), Radrennfahrerin
- Achim Moosberger (* 1992), Eishockeyspieler
- Marvin Plattenhardt (* 1992), Fußballspieler bei Hertha BSC
- Lena Schwelling (* 1992), Politikerin (Bündnis 90/Die Grünen)
- Leonie Adam (* 1993), Trampolinturnerin
- Niko Dobros (* 1993), Fußballspieler
- Camilla Pfeffer (* 1993), Rhythmische Sportgymnastin
- Ricarda Lang (* 1994), Politikerin (Bündnis 90/Die Grünen)
- René Miller (* 1995), deutscher Sänger und Songwriter
- Robert Zinn (* 1995), Basketballspieler
- Leonie Welsch (* 1996), Volleyball- und Beachvolleyballspielerin
- Chris Irslinger (* 1997), Film- und Theater-Schauspieler
- Sarah Mahita (* 1997), Schauspielerin
- Lena Große Scharmann (* 1998), Volleyballspielerin
- Demian Martin (* 1998), Pianist
- Annika Liehner (* 2002), deutsch-Schweizer Radsportlerin
- Lukas Nydegger (* 2002), Skeletonsportler
- Amelie Woelki (* 2002), Fußballspielerin
- Vincent Spari (* 2004), österreichisch-schweizerischer Fußballspieler
- Alina Axtmann (* 2005), Fußballspielerin

### Sonstige mit der Stadt verbundene Personen
- Eduard Mörike (1804–1875), schwäbischer Lyriker, hielt in der Bernhäuser Jakobuskirche seine erste Predigt und lebte während seiner Vikarszeit 1829 einige Monate im Plattenhardter Pfarrhaus
- Luitpold Domberger (1912–2005), Siebdruck-Pionier, lebte und arbeitete seit den 1960er Jahren in Bonlanden
- Hermann Klein (* 1928), ehemaliger Schulhausmeister am Eduard-Spranger-Gymnasium in Bernhausen[30]
- Michael Ende (1929–1995), 1995 in Bonlanden (Filderklinik) gestorbener Schriftsteller
- Roman Herzog (1934–2017), ehemaliger Bundespräsident, lebte während seiner Amtszeit als baden-württembergischer Innenminister (1980–1983) ab 1978 fünf Jahre in Bernhausen in der Ludwigstraße
- Paul Maar (* 1937), Schriftsteller und Illustrator, unterrichtete in den 1970er Jahren einige Jahre als Kunsterzieher am Eduard-Spranger-Gymnasium in Bernhausen
- Cornelia Mack (* 1955), Sozialpädagogin und Autorin, lebt in Filderstadt
- Marc Kienle (* 1972), Fußballspieler und -trainer, in Filderstadt aufgewachsen
- Konstantin Flemig (* 1988), Dokumentarfilmer und Kriegsreporter, in Filderstadt aufgewachsen
- Dominik Nothnagel (* 1994), Fußballspieler, in Filderstadt aufgewachsen